# Mastakludden
Mastakludden är ett naturreservat i Lycksele kommun i Västerbottens län.
Området är naturskyddat sedan 2013 och är 167 hektar stort. Reservatet omfattar mastakludden sydostsluttning och ligger strax norr om Vindelälven. Reservatet består av tallskog och öppna och trädklädda våtmarker.